# Danmarks herrlandslag i fotboll
Danmarks herrlandslag i fotboll representerar Danmark i fotboll på herrsidan. Landslagets största framgång är EM-segern 1992 och utöver detta har man deltagit i sex VM-slutspel och tio EM-slutspel.
Laget spelade sin första officiella match den 19 oktober 1908 i London när man besegrade Frankrike B med 9–0 i den olympiska fotbollsturneringen. Redan vid fotbollsturneringen vid olympiska extraspelen 1906 hade ett danskt lag dock vunnit (den inofficiella) turneringen. 
EM och OS har varit de turneringar där Danmark lyckats bäst genom åren. Fram till 1971 tilläts inte utlandsproffs utan endast amatörer i det danska landslaget.

## Historia
Under lång tid präglades den danska fotbollen av amatörfotbollen. Danmarks landslag firade sin första framgångar i de olympiska spelen där man deltog första gången 1906. Turneringen var inofficiell och Danmark vann den. Två år senare när fotbollsturneringen i OS för första gången spelades officiellt tog Danmark OS-silver vilket man upprepade vid spelen i Stockholm 1912. I laget spelade Danmarks främsta landslagsmålskytt genom tiderna Poul "Tist" Nielsen. Danmark avstod från att spela VM när turneringen infördes 1930 och höll strikt på amatörreglerna. Först till VM 1958 deltog Danmark i VM-kval och återstod sedan på nytt till VM 1962 men kom från nästa VM-kval att delta permanent. De första kvalen slutade båda gånger med en sistaplats och först till VM 1982 var Danmark på allvar med och slogs om förstaplatserna och avancemang till VM.
Efter andra världskriget kom nya framgångar i OS-sammanhang där Danmark tog OS-brons i London 1948. Anfallaren John Hansen gjorde bland annat fyra mål i 5–3-segern mot Italien. Hansen blev sedan proffs i Juventus och kom bara att spela åtta landskamper på grund av amatörreglerna i Danmark. Landslaget fick problem när allt fler spelare blev proffs utomlands och inte tilläts spela i landslaget på grund av stränga amatörregler från förbundets sida. Bland spelare som därmed utestängdes var Harald Nielsen som var skyttekung i Serie A. Vid OS i Rom 1960 tog Danmark landets tredje OS-silver i fotboll. I och med EM 1964 i Spanien gick Danmark till sitt första stora slutspel och förlorade semifinalen mot Sovjetunionen med 3–0 och förlorade sedan matchen om tredje plats med 3–1, efter förlängning, mot Ungern. 1972 spelade Danmark återigen OS med bland andra Per Røntved och Allan Simonsen i laget. Båda skulle efter OS bli proffs i Västtyskland och avancera till storspelare i klubb- och landslag. Liberon Røntved var lagkapten i 38 av sina 75 A-landskamper.
1971 hävdes så amatörreglerna och danska proffs kunde börja spela för landslaget. Den första landskampen som tillät danska proffs var EM-kvalmatchen mot Portugal. Förbundskapten var Rudi Strittich men uttagningen sköttes fortfarande av en uttagningskommitté på förbundet. 1976 lämnade Strittich och Kurt Nielsen tog över posten på deltid.  Ett avgörande steg togs när Carlsberg blev sponsor till landslaget vilket möjliggjorde en anställning av Sepp Piontek som förbundskapten 1979. Andra kandidater för posten var Hennes Weisweiler och Helmut Johannsen. Innan dess hade förbundskaptensposten bara varit en halvtidstjänst. Carlsberg kom att som huvudsponsor investera miljoner i landslaget. Samma år skrevs även det första sponsoravtalet gällande utrustning med Hummel, tidigare hade utrustning köpts in från olika tillverkare, däribland Umbro och Admiral.

### Dansk dynamit: Uppgång under Piontek
Piontek arbetade för att få in vinnarmentalitet och disciplin i laget som utmärkte sig för sitt festande. Efterhand fick Piontek framgång som tränare då Danmarks uppgång under 1980-talet inleddes under andra halvan av VM-kvalet 1980–1981. Danmark tog bland annat en meriterande seger hemma mot Italien med 3–1. Laget hade visat att man kunde slå ett topplag. Men Danmark förlorade mot gruppettan Jugoslavien i båda mötena och på bortaplan mot Italien och missade VM-slutspelet. I EM-kvalet till EM i Frankrike 1984 vann laget sex av åtta matcher och gick vidare som gruppetta på bekostnad av England. Danmark gick vidare efter att bland annat besegrat England med 1–0 på Wembley. I slutspelet nådde Danmark semifinal under den tyske förbundskaptenen Sepp Piontek i EM 1984. De mest framträdande danska spelarna var bland andra Michael Laudrup, Preben Elkjær Larsen, Morten Olsen och Frank Arnesen. Det var nu som laget började kallas "Dansk dynamit" efter sina starka insatser under EM-slutspelet.
Två år senare deltog spelade Danmark sitt första VM i Mexiko. Laget hade i VM-kvalet tagit förstaplatsen före Sovjetunionen. I en av lagets bästa matcher i kvalet besegrades Sovjetunionen hemma på Idrottsparken med 4–2. Under VM-gruppspelet imponerade Danmark med segrar mot Skottland (1–0), Västtyskland (2–0), och en 6–1-seger mot Uruguay. I åttondelsfinalen förlorade laget  mot Spanien med 5-1 efter bland annat en olycklig bakåtpassning av Jesper Olsen. Re-Sepp-Ten (vi er røde, vi er hvide) var Danmarks officiella VM-låt och sjungs än idag av danska supportrar. EM 1988 blev en besvikelse. Tre raka förluster gjorde att laget åkte ut efter gruppspelet. 2–3 mot Spanien, 0–2 mot Italien och Västtyskland. När Danmark missade VM i Italien 1990 avgick Piontek och efterträddes av Richard Møller Nielsen.

### Europamästare
Danmark gjorde stor sensation när man vann EM 1992 i Sverige, en turnering som Danmark blev inbjudna till först efter att Jugoslavien blivit uteslutet på grund av inbördeskriget i Jugoslavien. Väl i slutspelet slog Danmark ut de regerande europamästarna Nederländerna i semifinalen på straffar och i finalen besegrades Tyskland med 2–0 i Göteborg. Laget saknades storstjärnan Michael Laudrup men hade profiler i Brian Laudrup, Flemming Povlsen och målvakten Peter Schmeichel men var framförallt ett väl fungerade lag där truppen som dominerades av spelare från den danska ligan. Danmark missade VM 1994 på målskillnad och slutade trea i kvalgruppen efter Spanien och Irland.
I Fifa Confederations Cup 1995 möttes kontinentalmästarna plus världsmästaren och värdlandet, vid denna tid hette det dock King Fahd Cup. Danmark vann oväntat turneringen efter finalseger mot Argentina med 2–0. Danmark kvalade in till EM-slutspelet 1996 där laget slutade på en tredjeplats i gruppen. Danmark vann mot Turkiet och spelade oavgjort mot Portugal men åkte på en stor förlust mot Kroatien (0–3) som gick vidare.

### VM-kvartsfinal
Danmark kvalade in till VM 1998 under ledning av den svenska förbundskaptenen Bo Johansson, men förhoppningarna var inte stora efter bland annat en förlust med 0-3 mot Sverige. Danmark vann med 1-0 mot Saudiarabien, spelade 1–1 mot Sydafrika och förlorade med 1-2 mot Frankrike. Motståndarna i åttondelsfinalen var Nigeria som hade många skickliga spelare och hade besegrat Spanien i gruppspelet. Men Danmark spelade ut Nigeria totalt och vann med 4-1. Danmark mötte Brasilien i kvartsfinalen och spelade bra även där. Danmark tog ledningen efter en och en halv minut, genom en genial passning av Brian till Martin Jørgensen efter en snabb frispark av Michael Laudrup. Tio minuter senare kvitterade Bebeto och en kvart senare lyfte Rivaldo in 2-1 efter en dansk försvarsmiss. Men Danmark gav inte upp, och i den 50:e minuten kom en höjdboll mot Brian Laudrup som tog ner den på bröstet och drämde in bollen bakom en chanslös Claudio Taffarel. Men tio minuter senare avgjorde Rivaldo matchen med ett välplacerat långskott.
I EM-kvalet klev Jon Dahl Tomasson fram som landslagets målskytt med sex mål på sju matcher. EM 2000 i Belgien/Nederländerna innebar ett misslyckande. Tre förluster i gruppspelet och inga gjorda mål efter 0–3 mot Frankrike och Nederländerna samt 0–2 mot Tjeckien. I kvalet hade Danmark utmärkt sig efter en svag inledning men sedan börjat vinna och kunnat ta sig till EM, bland annat efter bortaseger mot Italien. Laget kunde sedan ta sig till EM via playoff mot Israel.

### Under Morten Olsen (2000-2015)

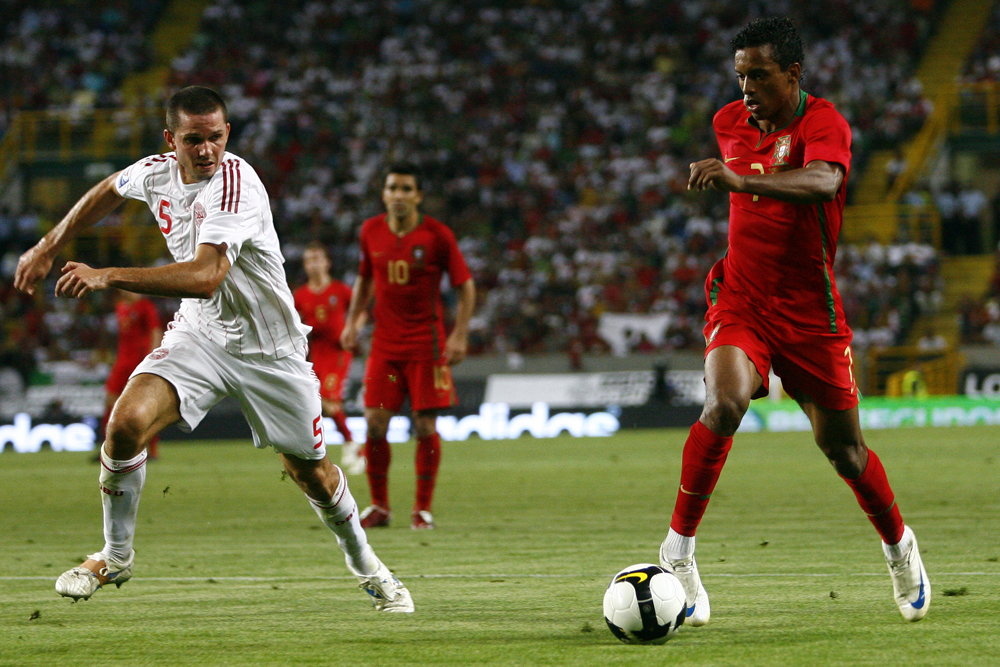
Portugal-Danmark i Lissabon 2008.

Efter EM 2000 tog Morten Olsen över som förbundskapten och ledde laget till VM. I VM 2002 i Japan/Sydkorea vann Danmark första matchen i gruppspelet mot Uruguay med 2–1. 1–1 mot Senegal och seger mot regerande världsmästarna Frankrike med 2–0 gav Danmark gruppsegern. I åttondelsfinalen förlorade Danmark mot England med 3–0.
Danmark kvalade in till EM 2004 som gruppetta före bland andra Bosnien och Hercegovina och Norge i sin kvalgrupp. Den enda förlusten i kvalet var 0–2 hemma mot Bosnien och Hercegovina. I EM 2004 i Portugal spelade man 0–0 mot Italien, slog Bulgarien med 2–0 och i den klassiska matchen mot Sverige spelade man 2–2, ett resultat som tog de båda nordiska lagen vidare på bekostnad av Italien. I kvartsfinalen förlorade man sedan mot Tjeckien med 3–0. 
I kvalet till EM 2008 kom Danmark på en besviken fjärdeplats och missade därmed EM, vilket man inte gjort sedan 1980. Danmark slog Lettland, Island och Liechtenstein hemma och borta. Mot Nordirland blev det oavgjort hemma men förlust borta. Danmark förlorade hemma och borta mot Spanien. Den 2 juni 2007 mötte Danmark Sverige på arenan Parken i Köpenhamn i kvalet. Vid ställningen 3-3 i 89:e minuten tilldömdes Sverige en straffspark och Danmarks Christian Poulsen en utvisning. I samma skede sprang en av åskådarna fram och attackerade domaren varpå matchen avbröts. Preliminärt dömdes Sverige som segrare med 3-0 och Danmark fick böter på en halv miljon och spela nästa kvalmatch utan åskådare och resten av sina hemmamatcher i kvalet 25 mil från Köpenhamn. 
2012 deltog Danmark i EM-slutspelet men slutade på tredjeplats i gruppen och missade kvartsfinalomgången. Danmark tog en inledande seger mot Nederländerna men förlorade sedan mot Portugal (2–3) och Tyskland (1–2). I november 2015, omedelbart efter Play Off-förlusten mot Sverige, annonserade Morten Olsen sin avgång som förbundskapten efter drygt 15 år. 

### En ny början (2016-)
I december 2015 meddelade DBU att man hade anställt normannen Åge Hareide som ny förbundskapten från och med 1 mars 2016. Man lanserade detta som en nystart efter två missade slutspel under sloganen "We Will Rise Again"
Danmark tog sig till VM 2018 efter att ha slutat tvåa i sin grupp och sedan slagit Irland i playoff. I VM hamnade man i samma grupp som Peru, Australien och Frankrike. Danmark slutade på andraplats i grupp c efter vinst mot Peru (1-0) och oavgjort mot Australien och Frankrike (1-1 och 0-0) i Åttondelsfinalen mot Kroatien tog Danmark ledningen efter 1 minut genom Zanka Jörgenssen. Kroatien kvitterade sedan och Danmark åkte ut på straffar trots att Kasper Schmeicel räddade två straffar.

## Nuvarande trupp
Följande spelare var uttagna till VM 2022.
Antalet landskamper och mål är korrekta per den 22 november 2022 efter matchen mot Tunisien.
| Nr | Pos. | Namn                  | Födelsedatum (ålder) | Matcher | Mål |           | Klubb               |
| -- | ---- | --------------------- | -------------------- | ------- | --- | --------- | ------------------- |
| 1  | MV   | Kasper Schmeichel     | 5 november 1986      | 87      | 0   | Frankrike | Nice                |
| 16 | MV   | Oliver Christensen    | 22 mars 1999         | 1       | 0   | Tyskland  | Hertha Berlin       |
| 22 | MV   | Frederik Rønnow       | 4 augusti 1992       | 8       | 0   | Tyskland  | Union Berlin        |
|    |      |                       |                      |         |     |           |                     |
| 2  | F    | Joachim Andersen      | 31 maj 1996          | 20      | 0   | England   | Crystal Palace      |
| 3  | F    | Victor Nelsson        | 14 oktober 1998      | 7       | 0   | Turkiet   | Galatasaray         |
| 4  | F    | Simon Kjær            | 26 mars 1989         | 122     | 5   | Italien   | Milan               |
| 5  | F    | Joakim Mæhle          | 20 maj 1997          | 32      | 9   | Italien   | Atalanta            |
| 6  | F    | Andreas Christensen   | 10 april 1996        | 59      | 2   | Spanien   | Barcelona           |
| 13 | F    | Rasmus Kristensen     | 11 juli 1997         | 11      | 0   | England   | Leeds United        |
| 17 | F    | Jens Stryger Larsen   | 21 februari 1991     | 49      | 3   | Sverige   | Malmö FF            |
| 18 | F    | Daniel Wass           | 31 maj 1989          | 44      | 1   | Danmark   | Brøndby             |
| 26 | F    | Alexander Bah         | 9 december 1997      | 4       | 1   | Portugal  | Benfica             |
|    |      |                       |                      |         |     |           |                     |
| 7  | MF   | Mathias Jensen        | 1 januari 1996       | 21      | 1   | England   | Brentford           |
| 8  | MF   | Thomas Delaney        | 3 september 1991     | 72      | 7   | Spanien   | Sevilla             |
| 10 | MF   | Christian Eriksen     | 14 februari 1992     | 118     | 39  | England   | Manchester United   |
| 15 | MF   | Christian Nørgaard    | 10 april 1994        | 17      | 1   | England   | Brentford           |
| 23 | MF   | Pierre-Emile Højbjerg | 5 augusti 1995       | 61      | 5   | England   | Tottenham Hotspur   |
| 24 | MF   | Robert Skov           | 20 maj 1996          | 11      | 5   | Tyskland  | 1899 Hoffenheim     |
| 25 | MF   | Jesper Lindstrøm      | 29 februari 2000     | 7       | 1   | Tyskland  | Eintracht Frankfurt |
|    |      |                       |                      |         |     |           |                     |
| 9  | A    | Martin Braithwaite    | 5 juni 1991          | 62      | 10  | Spanien   | Espanyol            |
| 11 | A    | Andreas Skov Olsen    | 29 december 1999     | 24      | 8   | Belgien   | Club Brugge         |
| 12 | A    | Kasper Dolberg        | 6 oktober 1997       | 38      | 11  | Spanien   | Sevilla             |
| 14 | A    | Mikkel Damsgaard      | 3 juli 2000          | 19      | 4   | England   | Brentford           |
| 19 | A    | Jonas Wind            | 7 februari 1999      | 15      | 5   | Tyskland  | VfL Wolfsburg       |
| 20 | A    | Yussuf Poulsen        | 15 juni 1994         | 68      | 11  | Tyskland  | RB Leipzig          |
| 21 | A    | Andreas Cornelius     | 16 mars 1993         | 42      | 9   | Danmark   | FC Köpenhamn        |

### Nyligen inkallade
Följande spelare har varit uttagna i det danska landslaget de senaste 12 månaderna.
| Pos. | Namn                | Födelsedatum (ålder) | Matcher | Mål | Klubb               | Senaste inkallelsen            |
| ---- | ------------------- | -------------------- | ------- | --- | ------------------- | ------------------------------ |
| MV   | Frederik Rønnow     | 4 augusti 1992       | 8       | 0   | Union Berlin        | mot Serbien 29 mars 2022       |
| MV   | Jesper Hansen       | 31 mars 1985         | 0       | 0   | AGF                 | mot Österrike 12 oktober 2021  |
| MV   | Jonas Lössl         | 1 februari 1989      | 1       | 0   | Brentford           | mot Skottland 1 september 2021 |
|      |                     |                      |         |     |                     |                                |
| F    | Andreas Christensen | 10 april 1996        | 54      | 2   | Chelsea             | Uefa Nations League 2022/2023  |
| F    | Mads Bech Sørensen  | 7 januari 1999       | 0       | 0   | Brentford           | Uefa Nations League 2022/2023  |
| F    | Mads Valentin       | 1 september 1996     | 0       | 0   | FC Augsburg         | Uefa Nations League 2022/2023  |
| F    | Andreas Maxsø       | 18 mars 1994         | 2       | 0   | Brøndby             | mot Serbien 29 mars 2022       |
| F    | Alexander Bah       | 9 december 1997      | 3       | 1   | Slavia Prag         | mot Serbien 29 mars 2022       |
| F    | Simon Kjær          | 26 mars 1989         | 119     | 5   | AC Milan            | mot Skottland 15 november 2021 |
| F    | Mathias Jørgensen   | 23 april 1990        | 35      | 2   | Brentford           | UEFA Euro 2020                 |
|      |                     |                      |         |     |                     |                                |
| MF   | Christian Nørgaard  | 10 maj 1994          | 17      | 1   | Brentford           | Uefa Nations League 2022/2023  |
| MF   | Jesper Lindstrøm    | 29 februari 2000     | 5       | 1   | Eintracht Frankfurt | mot Serbien 29 mars 2022       |
| MF   | Casper Nielsen      | 29 april 1994        | 0       | 0   | Union SG            | mot Serbien 29 mars 2022       |
| MF   | Jens Jønsson        | 10 januari 1993      | 5       | 0   | Cádiz               | mot Skottland 15 november 2021 |
| MF   | Jens Stage          | 8 november 1996      | 1       | 0   | Köpenhamn           | mot Skottland 15 november 2021 |
| MF   | Anders Christiansen | 8 juni 1990          | 5       | 0   | Malmö FF            | mot Färöarna 4 september 2021  |
| MF   | Rasmus Falk         | 15 januari 1992      | 2       | 0   | Köpenhamn           | mot Skottland 1 september 2021 |
|      |                     |                      |         |     |                     |                                |
| A    | Kasper Dolberg      | 6 oktober 1997       | 35      | 10  | Nice                | mot Frankrike 3 juni 2022      |
| A    | Jonas Wind          | 7 februari 1999      | 13      | 4   | VfL Wolfsburg       | Uefa Nations League 2022/2023  |
| A    | Anders Dreyer       | 2 maj 1998           | 2       | 0   | Midtjylland         | Uefa Nations League 2022/2023  |
| A    | Jacob Bruun Larsen  | 19 september 1998    | 6       | 1   | 1899 Hoffenheim     | mot Serbien 29 mars 2022       |
| A    | Pione Sisto         | 4 februari 1995      | 26      | 1   | Midtjylland         | mot Skottland 15 november 2021 |
| A    | Mikael Uhre         | 30 september 1994    | 1       | 0   | Philadelphia Union  | mot Skottland 15 november 2021 |
| A    | Emil Riis Jakobsen  | 24 juni 1998         | 0       | 0   | Preston North End   | mot Skottland 15 november 2021 |
| A    | Mohamed Daramy      | 7 januari 2002       | 4       | 0   | Ajax                | mot Färöarna 12 november 2021  |

## Trupper till mästerskapen
EM 1964, Spanien
J. Amdisen, C. Bertelsen, J. Danielsen, B. Hansen, J.J. Hansen, K. Hansen, H. Jørgensen, B. Larsen, O. Madsen, E. Nielsen, L. Nielsen, S.Aa. Rask, J. Rasmussen, T. Søndergaard, O. Sørensen, K. Thorst, B. Wolmar, E. Lykke Sørensen, J. Petersen, H. Enoksen, J. Danielsen, Tränare: P. Petersen 
EM 1984, Frankrike
1 Ole Kjær
2 Ole Rasmussen
3 Søren Busk
4 Morten Olsen
5 Ivan Nielsen
6 Søren Lerby
7 Jens Jørn Bertelsen
8 Jesper Olsen
9 Allan Simonsen
10 Preben Elkjær Larsen
11 Klaus Berggreen
12 Jan Mølby
13 John Lauridsen
14 Michael Laudrup
15 Frank Arnesen
16 Troels Rasmussen
17 Steen Thychosen
18 John Sivebæk
19 Kenneth Brylle
20 Ole Qvist
VM 1986, Mexiko
1 Troels Rasmussen
2 John Sivebæk
3 Søren Busk
4 Morten Olsen
5 Ivan Nielsen
6 Søren Lerby
7 Jan Mølby
8 Jesper Olsen
9 Klaus Berggreen
10 Preben Elkjær Larsen
11 Michael Laudrup
12 Jens Jørn Bertelsen
13 Per Frimann
14 Allan Simonsen
15 Frank Arnesen
16 Ole Qvist
17 Kent Nielsen
18 Flemming Christensen
19 John Eriksen
20 Jan Bartram
21 Henrik Andersen
22 Lars Høgh
EM 1988, Västtyskland
1 Troels Rasmussen
2 John Sivebæk
3 Søren Busk
4 Morten Olsen
5 Ivan Nielsen
6 Søren Lerby
7 John Helt
8 Per Frimann
9 Jan Heintze
10 Preben Elkjær Larsen
11 Michael Laudrup
12 Lars Olsen
13 John Jensen
14 Jesper Olsen
15 Flemming Povlsen
16 Peter Schmeichel
17 Klaus Berggreen
18 John Eriksen
19 Bjørn Kristensen
20 Kim Vilfort
EM 1992, Sverige
1 Peter Schmeichel
2 John Sivebæk
3 Kent Nielsen
4 Lars Olsen
5 Henrik Andersen
6 Kim Christofte
7 John Jensen
8 Johnny Mølby
9 Flemming Povlsen
10 Lars Elstrup
11 Brian Laudrup
12 Torben Piechnik
13 Henrik Larsen
14 Torben Frank
15 Bent Christensen Arensøe
16 Mogens Krogh
17 Claus Christiansen
18 Kim Vilfort
19 Peter Nielsen
20 Morten Bruun
EM 1996, England
1 Peter Schmeichel
2 Thomas Helveg
3 Marc Rieper
4 Lars Olsen
5 Jes Høgh
6 Michael Schjønberg
7 Brian Steen Nielsen
8 Claus Thomsen
9 Mikkel Beck
10 Michael Laudrup
11 Brian Laudrup
12 Torben Piechnik
13 Henrik Larsen
14 Jens Risager
15 Erik Bo Andersen
16 Lars Høgh
17 Allan Nielsen
18 Kim Vilfort
19 Stig Tøfting
20 Jacob Laursen
21 Søren Andersen
22 Mogens Krogh
VM 1998, Frankrike
1 Peter Schmeichel
2 Michael Schjønberg
3 Marc Rieper
4 Jes Høgh
5 Jan Heintze
6 Thomas Helveg
7 Allan Nielsen
8 Per Frandsen
9 Miklos Molnar
10 Michael Laudrup
11 Brian Laudrup
12 Søren Colding
13 Jacob Laursen
14 Morten Wieghorst
15 Stig Tøfting
16 Mogens Krogh
17 Bjarne Goldbæk
18 Peter Møller
19 Ebbe Sand
20 René Henriksen
21 Martin Jørgensen
22 Peter Kjær
EM 2000, Belgien/Nederländerna
1 Peter Schmeichel
2 Michael Schjønberg
3 René Henriksen
4 Jes Høgh
5 Jan Heintze
6 Thomas Helveg
7 Allan Nielsen
8 Jesper Grønkjær
9 Jon Dahl Tomasson
10 Martin Jørgensen
11 Ebbe Sand
12 Søren Colding
13 Martin Laursen
14 Brian Steen Nielsen
15 Stig Tøfting
16 Thomas Sørensen
17 Bjarne Goldbæk
18 Miklos Molnar
19 Morten Bisgaard
20 Thomas Gravesen
21 Mikkel Beck
22 Peter Kjær
VM 2002, Sydkorea/Japan
1 Thomas Sørensen
2 Stig Tøfting
3 René Henriksen
4 Martin Laursen
5 Jan Heintze
6 Thomas Helveg
7 Thomas Gravesen
8 Jesper Grønkjær
9 Jon Dahl Tomasson
10 Martin Jørgensen
11 Ebbe Sand
12 Niclas Jensen
13 Steven Lustü
14 Claus Jensen
15 Jan Michaelsen
16 Peter Kjær
17 Christian Poulsen
18 Peter Løvenkrands
19 Dennis Rommedahl
20 Kasper Bøgelund
21 Peter Madsen
22 Jesper Christiansen
23 Brian Steen Nielsen
EM 2004, Portugal
1 Thomas Sørensen
2 Kasper Bøgelund
3 René Henriksen
4 Martin Laursen
5 Niclas Jensen
6 Thomas Helveg
7 Thomas Gravesen
8 Jesper Grønkjær
9 Jon Dahl Tomasson
10 Martin Jørgensen
11 Ebbe Sand
12 Thomas Kahlenberg
13 Per Krøldrup
14 Claus Jensen
15 Daniel Jensen
16 Peter Skov-Jensen
17 Christian Poulsen
18 Brian Priske
19 Dennis Rommedahl
20 Kenneth Perez
21 Peter Madsen
22 Stephan Andersen
23 Peter Løvenkrands
VM 2010, Sydafrika
1 Thomas Sørensen
2 Christian Poulsen
3 Simon Kjær
4 Daniel Agger
5 William Kvist
6 Lars Jacobsen
7 Daniel Jensen
8 Jesper Grønkjær
9 Jon Dahl Tomasson
10 Martin Jørgensen
11 Nicklas Bendtner
12 Thomas Kahlenberg
13 Per Krøldrup
14 Jakob Poulsen
15 Simon Poulsen
16 Stephan Andersen
17 Mikkel Beckmann
18 Søren Larsen
19 Dennis Rommedahl
20 Thomas Enevoldsen
21 Christian Eriksen
22 Jesper Christiansen
23 Patrick Mtiliga
EM 2012, Polen/Ukraina
1 Stephan Andersen
2 Christian Poulsen
3 Simon Kjær 
4 Daniel Agger
5 Simon Poulsen 
6 Lars Jacobsen 
7 William Kvist 
8 Christian Eriksen
9 Michael Krohn-Dehli
10 Dennis Rommedahl 
11 Nicklas Bendtner 
12 Andreas Bjelland
13 Jores Okore 
14 Lasse Schøne 
15 Michael Silberbauer
16 Anders Lindegaard
17 Nicklas Pedersen
18 Daniel Wass
19 Jakob Poulsen
20 Thomas Kahlenberg
21 Niki Zimling 
22 Kasper Schmeichel
23 Tobias Mikkelsen

## Slutspelsmålskyttar
Uppdaterad 14 mars 2014:

Namn med fet stil är fortfarande aktiva.

## Statistik

### Flest landskamper
Spelare i fetstil är fortfarande aktiva.
| Nr | Namn              | Period    | Matcher | Mål | Position |
| -- | ----------------- | --------- | ------- | --- | -------- |
| 1  | Simon Kjær        | 2009–     | 130     | 5   | F        |
| 2  | Peter Schmeichel  | 1987–2001 | 129     | 1   | MV       |
| 3  | Christian Eriksen | 2010–     | 126     | 40  | MF       |
| 3  | Dennis Rommedahl  | 2000–2013 | 126     | 21  | MF       |
| 5  | Jon Dahl Tomasson | 1997–2010 | 112     | 52  | A        |
| 6  | Thomas Helveg     | 1994–2007 | 108     | 2   | F        |
| 7  | Michael Laudrup   | 1982–1998 | 104     | 37  | MF/A     |
| 8  | Martin Jørgensen  | 1998–2011 | 102     | 12  | MF       |
| 8  | Morten Olsen      | 1970–1989 | 102     | 4   | F        |
| 10 | Thomas Sørensen   | 1999–2012 | 101     | 0   | MV       |

### Flest mål
Spelare i fetstil är fortfarande aktiva.
| Nr | Namn                | Period    | Mål | Matcher | Målsnitt |
| -- | ------------------- | --------- | --- | ------- | -------- |
| 1  | Poul "Tist" Nielsen | 1910–1925 | 52  | 38      | 1,37     |
| 1  | Jon Dahl Tomasson   | 1997–2010 | 52  | 112     | 0,46     |
| 3  | Pauli Jørgensen     | 1925–1939 | 44  | 47      | 0,94     |
| 4  | Ole Madsen          | 1958–1969 | 42  | 50      | 0,84     |
| 5  | Christian Eriksen   | 2010–     | 40  | 126     | 0,32     |
| 6  | Preben Elkjær       | 1977–1988 | 38  | 69      | 0,55     |
| 7  | Michael Laudrup     | 1982–1998 | 37  | 104     | 0,36     |
| 8  | Nicklas Bendtner    | 2006–2018 | 30  | 81      | 0,37     |
| 9  | Henning Enoksen     | 1958–1966 | 29  | 54      | 0,54     |
| 10 | Ebbe Sand           | 1998–2004 | 22  | 66      | 0,33     |
| 10 | Brian Laudrup       | 1987–1998 | 22  | 86      | 0,26     |

## Förbundskaptener
| Kasper Hjulmand        | 2020–     |
| Åge Hareide            | 2015–2020 |
| Morten Olsen           | 2000–2015 |
| Bosse Johansson        | 1996–2000 |
| Richard Møller Nielsen | 1990–1996 |
| Sepp Piontek           | 1979–1990 |
| Kurt Nielsen           | 1976–1979 |
| Rudi Strittich         | 1970–1975 |

## Profiler genom tiderna
- Daniel Agger
- Nicklas Bendtner
- Martin Braithwaite
- Thomas Delaney
- Christian Eriksen
- Thomas Gravesen
- Jesper Grønkjær
- Thomas Helveg
- Pierre Emile Højbjerg
- Simon Kjær
- Søren Larsen
- Brian Laudrup
- Michael Laudrup
- Christian Poulsen
- Dennis Rommedahl
- Peter Schmeichel
- Ebbe Sand
- Allan Simonsen
- Thomas Sørensen
- Jon Dahl Tomasson
- Stig Tøfting